# Targhetta del costruttore
La targhetta del costruttore è una placca di metallo (o di altri materiali) dove il costruttore riporta tutti i dati tecnici con eventuali informazioni del determinato prodotto.

## Descrizione
Nella Targhetta del costruttore possono essere riportati:
- Nome del produttore (con la eventuale presenza di marchi registrati).
- Luogo di provenienza (città, nazione, indirizzo, ecc...).
- Numero di serie.[1]
- Identificazione del prodotto (nome e modello).
- Data di fabbricazione.
- Proprietà del prodotto (ad esempio nei motori elettrici sulla targhetta sono riportate le caratteristiche tecniche: tipologia di motore, voltaggio, amperaggio, potenza sviluppata, ecc...).[2]
- Nelle targhette più recenti a volte è presente anche un codice QR per dare più informazioni del prodotto all'acquirente tramite l'uso di uno smartphone o tablet.[3]

## Utilizzo
Molto spesso le targhette del costruttore sono presenti su materiale rotabile e treni, non è raro vederli a fianco di carrelli elevatori, macchine movimento terra, autocarri, trattori, automobili, elettrodomestici, ponti, navi, ecc...

## Galleria d'immagini

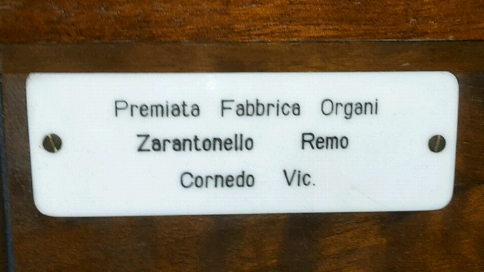
Targhetta della Premiata fabbrica Organi.
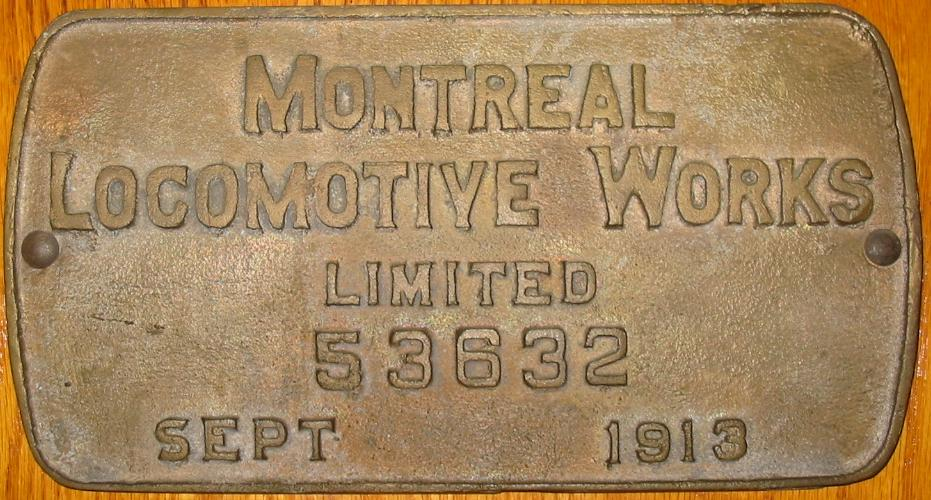
Targhetta delle locomotive Montreal Locomotive Works.
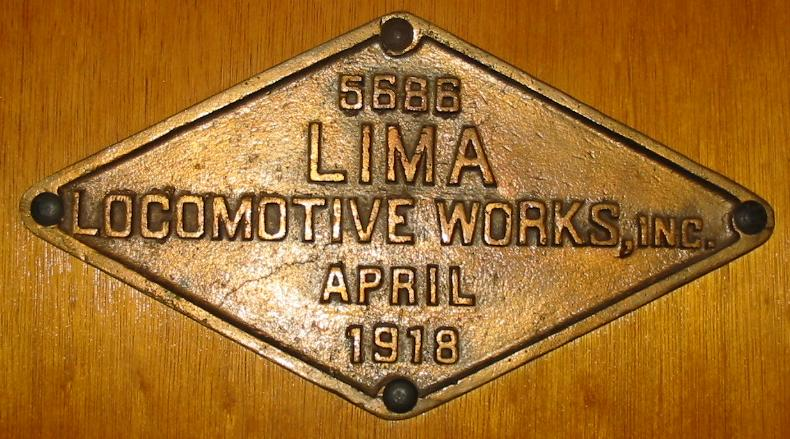
Targhetta della Lima Locomotive Works.
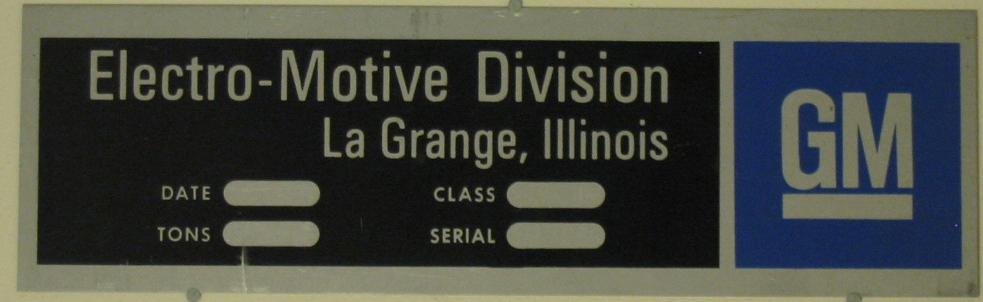
Targhetta di un motore elettrico fabbricato dalla General Motors.
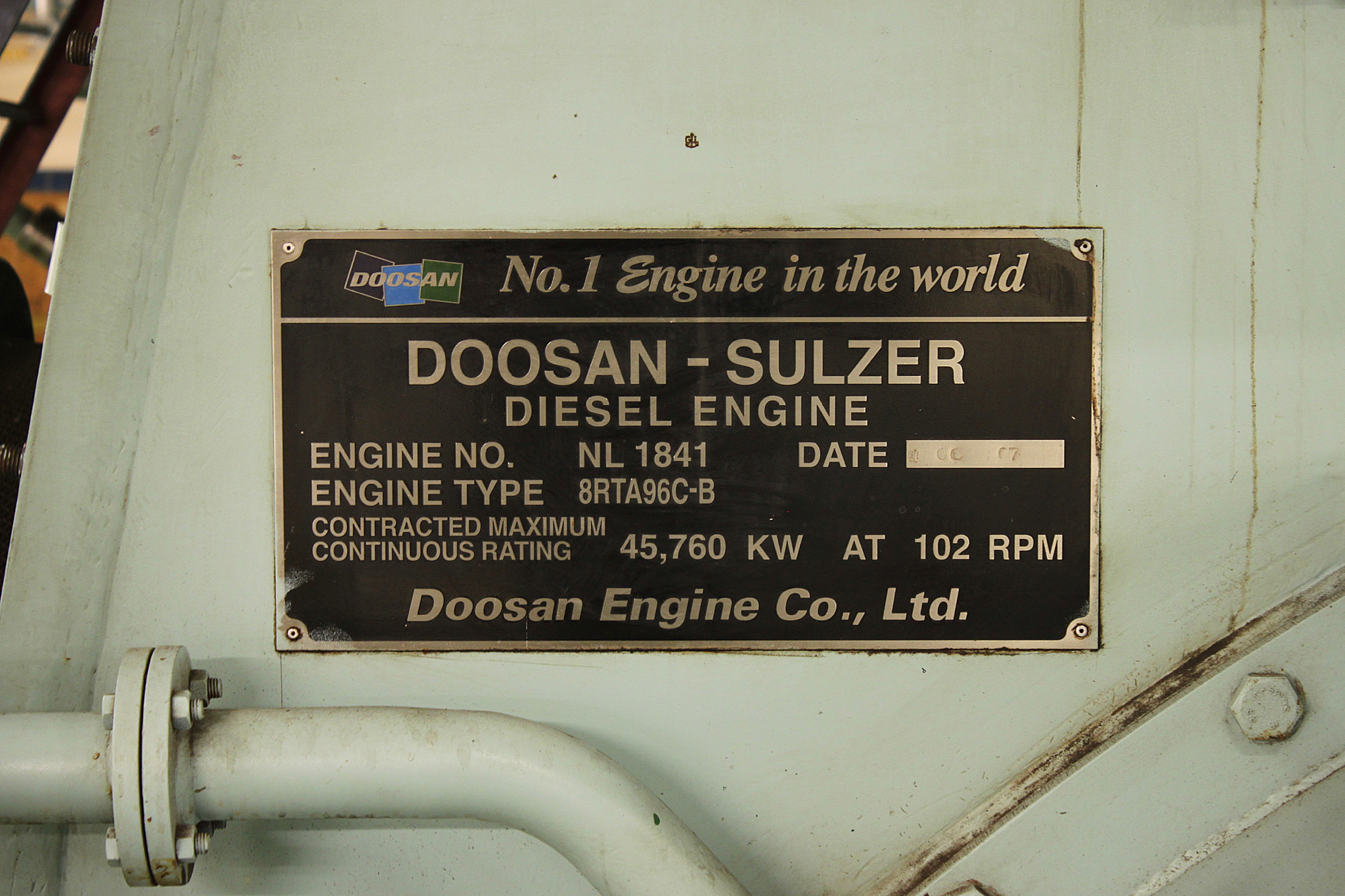
Targhetta di un motore Diesel fabbricato dalla Doosan Group
Targa presso un ponte nella Contea di Lee (Iowa).